# Список эпизодов телесериала «Соседство»
Список эпизодов телесериала «Соседство», премьера которого состоялась на канале CBS 1 октября 2018 года.

## Обзор сезонов
| Сезон | Сезон | Эпизоды | Дата показа      | Дата показа    | Рейтинг Нильсона | Рейтинг Нильсона       |
| Сезон | Сезон | Эпизоды | Премьера         | Финал          | Ранк             | Зрители США (миллионы) |
| ----- | ----- | ------- | ---------------- | -------------- | ---------------- | ---------------------- |
|       | 1     | 21      | 1 октября 2018   | 22 апреля 2019 | 46               | 7,99                   |
|       | 2     | 22      | 23 сентября 2019 | 4 мая 2020     | TBA              | TBA                    |
|       | 3     | 18      | 16 ноября 2020   | 17 мая 2021    | TBA              | TBA                    |
|       | 4     | 22      | 20 сентября 2021 | 23 мая 2022    | 31               | 6.73                   |
|       | 5     | 22      | 19 сентября 2022 | 22 мая 2023    | 26               | 6.45                   |
|       | 6     | 10      | 12 февраля 2024  | 6 мая 2024     | TBA              | TBA                    |
|       | 7     | 20      | 21 октября 2024  | 5 мая 2025     | TBA              | TBA                    |

## Эпизоды

### Сезон 1 (2018—2019)
| № общий | № в сезоне | Название                                                         | Режиссёр        | Автор сценария       | Дата премьеры   | Произв. код | Зрители в США (млн) |
| --- | ---------- | ---------------------------------------------------------------- | --------------- | -------------------- | --------------- | ----------- | ------------------- |
| 1 | 1          | «Pilot» «Пилот»                                                  | Джеймс Берроуз  | Джим Рейнольдс       | 1 октября 2018  | 101         | 8.10                |
| Дэйв Джонсон, дружелюбный парень со среднего запада, переезжает со своей семьей в Лос-Анджелесский район по соседству с Кэлвином Батлером, который обеспокоен тем, что Джонсоны разрушат культуру в этом квартале, и не ценит крайнее соседство Дэйва. |            |                                                                  |                 |                      |                 |             |                     |
| 2 | 2          | «Welcome to the Repipe» «Добро пожаловать в водопроводную трубу» | Марк Сендроуски | Эрика Монтольфо-Бура | 8 октября 2018  | 102         | 6.43                |
| Когда в доме Джонсонов лопается водопроводная труба, Кэлвин неохотно соглашается помочь Дэйву исправить повреждение. Кроме того, Джемма обнаруживает удивительную тайну о своей новой соседке, Тине.                                                   |            |                                                                  |                 |                      |                 |             |                     |
| 3 | 3          | «Welcome to the Spare Key» «Добро пожаловать в запасной ключ»    | Джефф Гринштейн | Девон Шепард         | 15 октября 2018 | 103         | 6.33                |
| Дейв дает Кэлвину запасной ключ от дома Джонсонов на случай непредвиденной ситуации и приятно удивляется, когда тот отвечает ему взаимностью - по крайней мере, так он думает.                                                                         |            |                                                                  |                 |                      |                 |             |                     |
| 4 | 4          | «Welcome to the Housewarming» «Добро пожаловать на новоселье»    | Кен Уиттингем   | Райан Раддатц        | 22 октября 2018 | 104         | 6.37                |
| Дейв и Джемма решают пригласить Батлеров на свое новоселье. Однако, когда все, кроме Кэлвина, соглашаются, Дейв решает, что с него наконец-то хватит отказа Кэлвина приветствовать его в городе.                                                       |            |                                                                  |                 |                      |                 |             |                     |
| 5 | 5          | «Welcome to Game Night» «Добро пожаловать в ночную игру»         | Виктор Гонсалес | Лаура Моран          | 29 октября 2018 | 105         | 6.10                |
| Неожиданные откровения появляются в картах во время первой игровой ночи Джонсонов вместе с Батлерами, когда Джемме предлагается исправить прошлую ошибку, и Малькольм начинает играть по-новому со своим отцом Кэлвином.                               |            |                                                                  |                 |                      |                 |             |                     |
| 6 | 6          | «Welcome to the Anniversary»                                     | Неизвестно      | Неизвестно           | 5 ноября 2018   | 106         | 5.70                |
| 7 | 7          | «Welcome to the Barbershop»                                      | Неизвестно      | Неизвестно           | 12 ноября 2018  | 107         | 6.14                |
| 8 | 8          | «Welcome to Thanksgiving»                                        | Неизвестно      | Неизвестно           | 19 ноября 2018  | 108         | 6.47                |
| 9 | 9          | «Welcome to the Dinner Guest»                                    | Неизвестно      | Неизвестно           | 3 декабря 2018  | 109         | 6.50                |
| 10 | 10         | «Welcome to the Stolen Sneakers»                                 | Неизвестно      | Неизвестно           | 10 декабря 2018 | 110         | 6.07                |
| 11 | 11         | «Welcome to the Fundraiser»                                      | Неизвестно      | Неизвестно           | 17 декабря 2018 | 111         | 6.08                |
| 12 | 12         | «Welcome to Grover's Birthday»                                   | Неизвестно      | Неизвестно           | 14 января 2019  | 112         | 6.82                |
| 13 | 13         | «Welcome to Fight Night»                                         | Неизвестно      | Неизвестно           | 4 февраля 2019  | 113         | 7.53                |
| 14 | 14         | «Welcome to the Yard Sale»                                       | Неизвестно      | Неизвестно           | 11 февраля 2019 | 114         | 7.04                |
| 15 | 15         | «Welcome to Malcolm's Job»                                       | Неизвестно      | Неизвестно           | 18 февраля 2019 | 115         | 6.45                |
| 16 | 16         | «Welcome to the Big Payback»                                     | Неизвестно      | Неизвестно           | 25 февраля 2019 | 116         | 7.06                |
| 17 | 17         | «Welcome to the Climb»                                           | Неизвестно      | Неизвестно           | 11 марта 2019   | 117         | 6.43                |
| 18 | 18         | «Welcome to Logan #2»                                            | Неизвестно      | Неизвестно           | 25 марта 2019   | 118         | 6.34                |
| 19 | 19         | «Welcome to the Camping Trip»                                    | Неизвестно      | Неизвестно           | 1 апреля 2019   | 119         | 6.14                |

### Сезон 2 (2019—2020)
| № общий | № в сезоне | Название                                                      | Режиссёр        | Автор сценария       | Дата премьеры    | Произв. код | Зрители в США (млн) |
| ------- | ---------- | ------------------------------------------------------------- | --------------- | -------------------- | ---------------- | ----------- | ------------------- |
| 22      | 1          | «Welcome to the Re-Rack» «Добро пожаловать в Ре-Рэк»          | Виктор Гонсалес | Джим Рейнолдс        | 23 сентября 2019 | 201         | 5.70                |
| 23      | 2          | «Welcome To The Bully» «Добро пожаловать к хулиганам»         | Марк Сендроуски | Эрика Монтольфо-Бура | 30 сентября 2019 | 202         | 5.87                |
| 24      | 3          | «Welcome To The Fresh Coat» «Добро пожаловать в нечто новое»  | Виктор Гонсалес | Майкл Глуберман      | 7 октября 2019   | 203         | 5.58                |
| 25      | 4          | «Welcome to Co-habitation» «Добро пожаловать в пищу для души» | Марк Сендроуски | Брайан Кит Этеридж   | 14 октября 2019  | 204         | 5.29                |
| 26      | 5          | «Welcome to Soul Food» «Добро пожаловать в фургон»            | Неизвестно      | Неизвестно           | 21 октября 2019  | 205         | 5.67                |
| 27      | 6          | «Welcome to the Wagon» «Добро пожаловать в сосуществование»   | Неизвестно      | Неизвестно           | 28 октября 2019  | 206         | 5.75                |
| 28      | 7          | «Welcome to the Vow Renewal»                                  | Неизвестно      | Неизвестно           | 4 ноября 2019    | 207         | 5.86                |
| 29      | 8          | «Welcome to Bowling»                                          | Неизвестно      | Неизвестно           | 18 ноября 2019   | 208         | 6.49                |
| 30      | 9          | «Welcome to the Dealbreaker»                                  | Неизвестно      | Неизвестно           | 25 ноября 2019   | 209         | 5.92                |
| 31      | 10         | «Welcome to the Digital Divide»                               | Неизвестно      | Неизвестно           | 9 декабря 2019   | 210         | 6.13                |
| 32      | 11         | «Welcome to the Scooter»                                      | Неизвестно      | Неизвестно           | 16 декабря 2019  | 211         | 6.45                |
| 33      | 12         | «Welcome to the Freeloader»                                   | Неизвестно      | Неизвестно           | 6 января 2020    | 212         | 6.86                |
| 34      | 13         | «Welcome To The New Pastor»                                   | Неизвестно      | Неизвестно           | 20 января 2020   | 213         | 6.81                |
| 35      | 14         | «Welcome to Trivia Night»                                     | Неизвестно      | Неизвестно           | 3 февраля 2020   | 214         | 6.22                |
| 36      | 15         | «Welcome to the Bad Review»                                   | Неизвестно      | Неизвестно           | 10 февраля 2020  | 215         | 6.40                |
| 37      | 16         | «Welcome to the Hockey Game»                                  | Неизвестно      | Неизвестно           | 17 февраля 2020  | 216         | 6.46                |
| 38      | 17         | «Welcome to the Commercial»                                   | Неизвестно      | Неизвестно           | 9 марта 2020     | 217         | 6.23                |
| 39      | 18         | «Welcome to the Team»                                         | Неизвестно      | Неизвестно           | 16 марта 2020    | 218         | 7.39                |
| 40      | 19         | «Welcome to the Jump»                                         | Неизвестно      | Неизвестно           | 6 апреля 2020    | 219         | 7.23                |
| 41      | 20         | «Welcome to the Standoff»                                     | Неизвестно      | Неизвестно           | 13 апреля 2020   | 220         | 7.11                |
| 42      | 21         | «Welcome to the Speed Bump»                                   | Неизвестно      | Неизвестно           | 4 мая 2020       | 221         | 6.74                |
| 43      | 22         | «Welcome to the Campaign»                                     | Неизвестно      | Неизвестно           | 4 мая 2020       | 222         | 6.55                |

### Сезон 3 (2020 - 2021)
| № общий | № в сезоне | Название                                                           | Режиссёр        | Автор сценария     | Дата премьеры   | Зрители в США (млн) |
| ------- | ---------- | ------------------------------------------------------------------ | --------------- | ------------------ | --------------- | ------------------- |
| 44      | 1          | «Welcome to the Movement»                                          | Марк Сендроуски | Джим Рейнольдс     | 16 ноября 2020  | 5.79                |
| 45      | 2          | «Добро пожаловать на выборы» «Welcome To The Election»             | Марк Сендроуски | Майкл Глуберман    | 23 ноября 2020  | 5.46                |
| 46      | 3          | «Добро пожаловать в семейную терапию» «Welcome to Couples Therapy» | Рон Мозли       | Брайан Кит Этеридж | 30 ноября 2020  | 5.52                |
| 47      | 4          | «Welcome to the Rooster»                                           | Неизвестно      | Неизвестно         | 7 декабря 2020  | 5.27                |
| 48      | 5          | «Welcome To The Road Trip»                                         | Неизвестно      | Неизвестно         | 14 декабря 2020 | 5.26                |
| 49      | 6          | «Welcome To The Turnaround»                                        | Неизвестно      | Неизвестно         | 4 января 2021   | 6.20                |
| 50      | 7          | «Welcome to the Motorcycle»                                        | Неизвестно      | Неизвестно         | 18 января 2021  | 6.09                |
| 51      | 8          | «Welcome to the Property»                                          | Неизвестно      | Неизвестно         | 25 января 2021  | 6.41                |
| 52      | 9          | «Welcome to the Shakedown»                                         | Неизвестно      | Неизвестно         | 8 февраля 2021  | 6.06                |
| 53      | 10         | «Welcome To The Procedure»                                         | Неизвестно      | Неизвестно         | 22 февраля 2021 | 5.92                |
| 54      | 11         | «Welcome To The Dad Band»                                          | Неизвестно      | Неизвестно         | 8 марта 2021    | 5.61                |
| 55      | 12         | «Welcome To The Treehouse»                                         | Неизвестно      | Неизвестно         | 15 марта 2021   | 5.39                |
| 56      | 13         | «Welcome to the Art Class»                                         | Неизвестно      | Неизвестно         | 12 апреля 2021  | 4.96                |
| 57      | 14         | «Welcome To The Hero»                                              | Неизвестно      | Неизвестно         | 19 апреля 2021  | 5.11                |
| 58      | 15         | «Welcome To The Challenge»                                         | Неизвестно      | Неизвестно         | 26 апреля 2021  | 4.89                |
| 59      | 16         | «Welcome to the Test Run»                                          | Неизвестно      | Неизвестно         | 3 мая 2021      | 5.31                |
| 60      | 17         | «Welcome to the Invasion»                                          | Неизвестно      | Неизвестно         | 10 мая 2021     | 5.11                |
| 61      | 18         | «Welcome to the Surprise»                                          | Неизвестно      | Неизвестно         | 17 мая 2021     | 5.56                |

### Сезон 4 (2021 - 2022)
| № общий | № в сезоне | Название                                                                                   | Режиссёр        | Автор сценария | Дата премьеры    | Произв. код | Зрители в США (млн) |
| --- | ---------- | ------------------------------------------------------------------------------------------ | --------------- | -------------- | ---------------- | ----------- | ------------------- |
| 62 | 1          | «Добро пожаловать в семью» «Welcome To The Family»                                         | Виктор Гонсалес | Ральф Грин     | 20 сентября 2021 | 401         | 5.28                |
| Когда Дейв начинает исследовать свою генеалогию, он делает удивительное открытие: они с Кэлвином больше, чем просто соседи. Кроме того, Тина предлагает помочь Джемме, когда ее одолевает утренняя тошнота, и случайно натыкается на новую бизнес-идею. |            |                                                                                            |                 |                |                  |             |                     |
| 63 | 2          | «Добро пожаловать на выступление» «Welcome To The Intervention»                            | Виктор Гонсалес | Сара Джонс     | 27 сентября 2021 | 402         | 5.41                |
| 64 | 3          | «Добро пожаловать к сестре от другого мистера» «Welcome To The Sister From Another Mister» | Неизвестно      | Неизвестно     | 4 октября 2021   | 403         | 5.52                |
| 65 | 4          | «Welcome to the Porch Pirate»                                                              | Неизвестно      | Неизвестно     | 11 октября 2021  | 404         | 5.37                |
| 66 | 5          | «Welcome to Your Match»                                                                    | Неизвестно      | Неизвестно     | 18 октября 2021  | 405         | 5.30                |

### Сезон 5 (2022 - 2023)
| № общий | № в сезоне | Название                           | Режиссёр   | Автор сценария | Дата премьеры    | Произв. код | Зрители в США (млн) |
| ------- | ---------- | ---------------------------------- | ---------- | -------------- | ---------------- | ----------- | ------------------- |
| 84      | 1          | «Welcome Back to the Neighborhood» | Неизвестно | Неизвестно     | 19 сентября 2022 | TBA         | 4.76                |

### Сезон 6 (2024)
| № общий | № в сезоне | Название                               | Режиссёр   | Автор сценария | Дата премьеры   | Произв. код | Зрители в США (млн) |
| ------- | ---------- | -------------------------------------- | ---------- | -------------- | --------------- | ----------- | ------------------- |
| 106     | 1          | «Welcome to the Foos Box»              | Неизвестно | Неизвестно     | 12 февраля 2024 | TBA         | 5.79                |
| 107     | 2          | «Welcome to the Awkward Conversations» | Неизвестно | Неизвестно     | 19 февраля 2024 | TBA         | 5.08                |

### Сезон 7 (2024 - 2025)
| № общий | № в сезоне | Название | Режиссёр | Автор сценария | Дата премьеры | Произв. код | Зрители в США (млн) |
| ------- | ---------- | -------- | -------- | -------------- | ------------- | ----------- | ------------------- |